# Eildert Drenth
Eildert Drenth (Termunten, 8 februari 1839 – Middelstum, 3 maart 1925) was een Nederlands organist en hoofdonderwijzer.
Hij werd geboren binnen het gezin van landbouwer Wilko Harms Drenth en Eppien Eilderts Busscher. Hij was getrouwd met Alida Catharina Bosch en Maria Fennema. Hij werd begraven te Toornwerd.
Hij was als muzikant grotendeels autodidact, kreeg echter wel begeleiding in zijn studie. Men bleef echter bang voor gebrek aan theoretische kennis. Hij werd in 1875 hoofdonderwijzer van een school in Middelstum, maar werd er tevens organist van de Sint-Hippolytuskerk. Die laatste functie alsmede beiaardier op het carillon van Pieter en François Hemony vervulde hij tot aan zijn dood. Zijn archief bevindt zich in het Nederlands Muziekinstituut.
Van zijn hand verschenen enkele composities en boekjes zoals:
- Beknopte handleiding tot de kennis van de theorie der muziek
- Hoofdpunten van de theorie der muziek
- Zakwoordenboekje voor beoefenaars der muziek
- De melodieën der evangelische gezangen met voor-, tussen- en naspelen
- Verschillende stukken voor gemengd  en mannenkoor.
- 124 gemakkelijke voorspelen voor orgel en harmonium
- Van knop tot bloem, kinderliederen voor de volksschool, samen met Pieter Louwerse
- Psalmen, lof- en bedezangen (in 2017 nog steeds in druk bij Den Hertog Uitgeverijen)
- Pelgrimslied op tekst van Jan Pieter Heije
- Drie liederen op tekst van Anthony Christiaan Winand Staring, Petrus Augustus de Génestet en Willem Bilderdijk

- International Standard Name Identifier: 0000 0003 9686 370X
- Nederlandse Thesaurus van Auteursnamen: 134309626
- Virtual International Authority File: 291843090
- WorldCat: E39PBJfx7yy7JHMckWkrKDGPwC